# Jeff Luyten
Jeff Luyten (Turnhout, 9 oktober 1992) is een Belgisch voormalig mountainbiker. In februari 2025 werd hij bondscoach mountainbike van de Koninklijke Belgische Wielrijdersbond.

## Levensloop
Toen Luyten meedeed aan de Waalse Kids Trophy, werd hij enthousiast mountainbiker. Trainer Jacques Ninane bracht hem naar een niveau waarop hij in de Vlaamse U17 selectie en ook de Belgische juniorenselectie terecht kwam.
Luyten deed als junior mee aan internationale wedstrijden zoals de wereldkampioenschappen in Canberra 2009 en in het Canadese Mont-Sainte-Anne waar hij in 2010 vijfde werd. In de wereldbeker haalde hij drie podiumplekken, waaronder een tweede plek achter de Duitser Julian Schelb en een derde plaats achter landgenoot Jens Schuermans.
Bij de beloften werd Luyten kampioen van België in 2012. In 2013 lag hij op koers voor een negende plek tijdens het wereldkampioenschap, maar werd hij in de laatste ronde door materiaalpech getroffen. Een week later won de topsporter bij Defensie, het WK voor militairen. Hij haalde het podium in de wereldbeker in Nové Město en Vallnord in 2013 en Cairns in 2014, en belandde hij nog eens vijf keer in de top tien.
Vanaf 2015 reed Luyten bij de elites en hij pakte verschillende podiums in categorie 1 en 2 races. In 2015 werd hij tweede bij het Belgisch kampioenschap in het Dromenbos van Ottignies na Sven Nys. Bij de Europese Spelen te Bakoe een maand eerder moest hij evenwel in de derde ronde opgeven. Vanaf de zomer van 2016 gingen de prestaties achteruit en verliet hij vaker vroegtijdig de wedstrijd.
In 2023 werd Luyten regionaal coach van de onder 17 jarigen van Cycling Vlaanderen. Twee jaar later werd hij door de Koninklijke Belgische Wielrijdersbond aangesteld als bondscoach mountainbiken. Hij daarmee de opvolger van Filip Meirhaeghe.

## Prestaties
2012
- BK -23jaar

2013
- 9e EK in Bern -23jaar
- WK voor militairen in Beringen
- BK -23jaar
- BK voor militairen

2014
- 1e European Grand Prix Malmedy

2015
- BK